# Heckler & Koch G3
De HK G3 is een geweer dat in opdracht van West-Duitsland gemaakt werd door Heckler & Koch.

## Ontwikkeling
Gedurende de periode 1950-1955 was er in West-Duitsland (net als in de andere NAVO-landen) een behoefte aan herbewapening van eigen legers met het nieuwe NAVO-standaardkaliber 7,62×51mm. In eerste instantie ging de voorkeur uit naar de in België gemaakte FN FAL, deze werd dan ook in 1956 in gebruik genomen. Maar de Duitsers wilden hun eigen militaire wapens produceren en probeerden de licentie op te kopen voor de FN FAL. Dit verzoek werd afgeslagen door de Belgen. Nu gingen de Duitsers over op een ander ontwerp van het Spaanse staatsbedrijf CETME, de CETME mod.. Duitsland kocht van hen de licentie en gaf deze aan Heckler & Koch. Heckler & Koch deed kleine aanpassingen aan het wapen en in 1959 werd het dan eindelijk in de Bundeswehr (het voormalige West-Duitse leger) in gebruik genomen als de CETME/HK G3 (Gewehr 3).
Tot 1995 is de G3 met verschillende aanpassingen het standaard schouderwapen geweest van het Duitse leger. Ook andere landen gebruikten de G3, zoals in Griekenland, Iran, Mexico, Noorwegen, Pakistan, Portugal, Zweden en Turkije. In de laatste 40 jaar is het wapen door meer dan 50 landen ingezet. Het wapen wordt nog steeds gemaakt in landen als Griekenland, Iran, Pakistan, Portugal en Turkije. De hoofdreden van het grote succes van de HK G3 is dat het veel simpeler en goedkoper is om te bouwen dan zijn grote rivalen, de Belgische FN FAL en de Amerikaanse M14. 
Andere wapens van Heckler & Koch zijn nog steeds gebaseerd op HK G3, wapens zoals de HK MP5, de HK33, de HK23, de HK21 en het PSG1 sluipschuttersgeweer. Heckler & Koch maakte ook civiele versies van de HK G3, deze waren alleen in semiautomatische uitvoering verkrijgbaar en kregen de namen HK41 en later de HK91.